# Splatterhouse 3
Splatterhouse 3 — видеоигра в жанре beat 'em up с элементами хоррора, разработанная компанией Now Production для консоли Sega Mega Drive и изданная компанией Namco в 1993 году. Игра является заключительной частью трилогии Splatterhouse и продолжением Splatterhouse 2.

## Игровой процесс

Пример игрового процесса

В плане геймплея игра значительно изменилась. Графика заметно улучшилась: цвета стали более насыщенными, что сделало игру более яркой, сами текстуры стали чётче. Внешний вид главного героя претерпел некоторые изменения: его маска вновь изменила форму. Музыка в игре также стала более разнообразной.
Игра перестала быть линейной, вместо этого каждый уровень представляет собой этаж особняка, по которому можно ходить, перемещаясь по комнатам через двери, чтобы добраться до нужной. Линейность потеряло и само перемещение — персонаж теперь может передвигаться вверх и вниз. Боевая система также изменилась, в игре появились серии ударов, броски и специальные приёмы. В угоду балансу стойкость противников также была исправлена — для убийства некоторых требуется несколько серий ударов вместо одного. Оружие тоже стало встречаться очень редко, дабы не испортить баланс с новой способностью: шкалой POW, означающей энергию, которую можно пополнять, собирая синие сферы из убитых врагов. Активировав эту способность, Маска полностью покрывает голову Рика, а одежда на его теле разрывается, оголяя торс. Сам Рик становится более мускулистым, что видно по его новым, более сильным ударам и специальным приёмам. Однако энергия постепенно расходуется (ещё быстрее от специальных атак), а если вокруг нет противников или Рик погибает, используя энергию — шкала моментально опустошается.
Впервые в серии, в данной игре появились различные окончания, зависящие от действий игрока. Это появилось благодаря таймеру, установленному на каждом уровне.

## Управление
Помимо стандартного движения в изометрии, задействованы три кнопки: активация маски, удар и прыжок. Множественное нажатие кнопки удара приводит к выполнению серии ударов. Нажатие на кнопку удар в прыжке приводит к выполнению удара ногой, который сбивает противников с ног. Комбинация назад, вперед, назад (и ещё раз вперед, если активирована маска), удар приводит к выполнению кругового удара. В обычном режиме это вращение ногой, с активированной маской это вырастающие из тела Рика щупальца.
Подойдя к противнику вплотную, можно схватить его и выполнить различные манипуляции: выполнить серию из трёх ударов (нажатие кнопки удара), бросить противника (удар + влево\вправо), подсечь (с активированной маской — ударить под рёбра) (удар + вниз). С активированной маской доступен один дополнительный приём: схватив противника, можно зажать вверх и прыжок, тогда Рик прыгнет с противником за экран, а потом упадёт с ним, сильно ударив его об пол. Это самый сильный приём в игре.

## Сюжет
В начале игры Маска Ужаса даёт вам инструкции и краткое наставление: «Не бродите попусту, если хотите кого-нибудь спасти».
События игры происходят спустя несколько лет после событий предыдущей части. Рик и Дженнифер сразу же поженились, и у них родился сын — Дэвид. Достойная работа Рика позволила семейству обзавестись большим особняком в Коннектикуте на честно заработанные. Дэвид уже достиг дошкольного возраста.
Пока однажды Рик уже давно забыл о Маске и об ужасах прошлого, но кошмар из прошлого вновь стал реальностью. Для тёмных сил возраст Дэвида стал подходящим для проведения кошмарного ритуала, так как Дэвид — сын того, кто носил Маску Ужаса. По этой причине их семейный дом наполнился монстрами — ужас из прошлого снова вернулся. Дженнифер и Дэвид находятся в страшной опасности. Рик вновь надевает Маску и начинает противостоять монстрам, напавшим на его семью.
Рику предстоит, отражая атаки монстров и очищая от них особняк, спасать Дженнифер, которая может погибнуть от лап первого босса, или превратиться в безумного зверя по милости второго босса. Первый и второй этажи особняка предусматривают спасение Дженнифер. Дэвид, спрятавшийся от монстров в своей комнате на третьем этаже, будет похищен Зловещим и унесён в подвал. Эти два уровня заключают в себе спасение Дэвида.
После конца третьего уровня и победы над медведем Тедди Маска сообщает Рику, что Дэвид владеет силой, способной освободить скрытую чёрную магию всей земли, заключённой в Тёмный Камень. Рик в подвале натыкается на пентаграмму, в центре которой стоит Дэвид. Он ещё жив. Рик относит его за пределы дьявольского знака и переносится в место, где Зловещий (англ. Evil One,) пытается высвободить Тёмный Камень. Победив Зловещего, Рик успокаивается. Но ненадолго.
«Теперь я буду править миром!» — заявляет Маска Ужаса и, слившись с останками Зловещего, нападает на Рика. Рик уничтожает Маску и, наконец, очищает особняк от зла, о чём свидетельствует ясное небо в конце игры.

## Враги
Враги обладают такими характеристиками как скорость, выносливость и сила. Как правило, характеристика растёт с хронологией появления, в некоторых случаях бывают исключения.
- Безголовый зомби — Обычные слабые зомби.
- Мими — Инкарнация кричащих Мими из второй части. Фиолетовый вариант обладает повышенной скоростью. Красные медленнее фиолетовых, но обладают навыком подката.
- Толстяк — Тоже инкарнация босса из второй части. Обычно встречаются парами и оставляют предметы. Красный вариант обладает навыком рывка и является одним из двух самых опасных противников в игре.
- Деформированный зомби — По сути такой же как и зомби, но с очень высокой выносливостью.
- Зомби-пёс — Очень сильно деформированные зомби, напоминающие собак. Оставляют предметы. Серый — наиболее выносливый.
- Муравьиная голова — Зомби с раздутой зубастой челюстью. Жёлтые — самые слабые у этого вида, остальные опасны за счёт умения делать подкат.
- Фантом — Летающая фигура, накрытая белой тканью. Могут стать временно неуязвимыми для ударов. Вблизи атакуют огромной рукой, скрытой в ткани. После потери половины здоровья ткань рвётся, обнажая уродливую левитирующую голову. Голова не может стать неуязвимой и атакует вблизи гигантским языком.
- Омерзительный зверь — Является копией босса первого уровня. Обычно встречаются парами. Сила и выносливость варьируются от уровня, на котором они появляются.
- Духи — абсолютно безопасны; уносят оружие, которое обронил игрок.

### Боссы
Каждый босс обладает двумя формами, в которых у них появляется новое умение или совсем другие способности.
- Омерзительный зверь — Большой человекообразный монстр. Атакует лапами и плюётся кислотой. После потери половины здоровья верхняя часть черепа отваливается, оставляя нижнюю челюсть с болтающимся языком. В этом случае на ближнем расстоянии атакует гигантской рукой, которая появляется из глотки.
- Гигантский могильный червь — червеобразный монстр с длинным красным туловищем на маленьких ногах. Издаёт хохот маленького ребёнка, умеет выплёвывать маленьких плотоядных червей и высоко прыгать. После потери половины здоровья голова червя взрывается, обнажая кучу маленьких белых червей, из которых состоит его туловище. Появляется способность быстро ползать по полу.
- Медведь Тедди — Представляет собой одержимого плюшевого медведя. Первоначально его единственной атакой является катание по полу, которой он пользуется крайне редко, в основном подбегая к ногам Рика и падая. После потери половины здоровья у игрушки отваливается голова, и оттуда вырастает пасть и гигантские лапы. С этого момента «плюшевый мишка» начинает вести себя агрессивно. Он способен быстро перемещаться при помощи рук с открытой огромной пастью и делает это каждый раз, после того как встаёт после атаки игрока.
- Эмбрион — Внешне очень напоминает эмбрионов из первой части игры; атакует отростком тела и электрическими разрядами. После потери половины здоровья пузырь лопается, и из него появляется гигантская гусеницеподобная тварь с огромной челюстью и способностью бить током.
- Зловещий — Главный злодей серии, физически появившийся во второй раз. Значительно меньше своей формы во второй части, он всё ещё способен наносить удар молнией, а также бить руками и атаковать огненными шарами. После потери половины здоровья тело Зловещего трескается. К основным атакам добавляется также гигантское призрачное лицо, напоминающее второго босса из Splatterhouse II.
- Маска — Маска Ужаса сливается с останками Зловещего и превращается в красный мускулистый вариант мутировавшего Рика без ног. Атакует призрачной волной и потоками огня, вырывающимися из-под земли. После потери половины здоровья тело превращается в гигантскую версию Маски с органикой вместо затылка. Атакует иглами и создаёт свою призрачную копию, которая некоторое время преследует Рика. Имеет способность телепортации.

## Концовки
В игре имеются четыре варианта окончания. В любой из плохих концовок Маска разрушается, но перед этим произносит: «Я питаюсь страданиями людей. До тех пор, пока существуют человеческие страдания, я буду продолжать существовать». Концовки зависят от того, спасли ли вы Дженнифер и Дэвида, кого-то одного, или не спасли обоих:
Плохое окончание: В плохой концовке Рик не может спасти ни Дженнифер, ни Дэвида. Тогда окончание развивается как обычно, но затем появляется надпись: «Остался один, подавленный тяжким грузом вины». Далее показывают картину с изображением Рика и его семьи, после чего подавленный Рик произносит: «Один…Совсем один».
Дженнифер умирает: Игра оканчивается тем, что Рик спасает Дэвида, но не сберегает Дженнифер. Тогда окончание развивается как обычно, но в конце следует надпись: «Дженнифер будет вечно жить в памяти Рика и Дэвида». Затем следует сцена, в которой Дэвид спрашивает Рика: «А где мама?». Игра заканчивается.
Дэвид умирает: Игра оканчивается тем, что Рик спасает Дженнифер, но Дэвид погибает. Тогда окончание развивается как обычно, но в конце следует надпись: «Дэвид будет вечно жить в памяти Рика и Дженнифер». Затем следует сцена, в которой Дженнифер спрашивает Рика: «Где Дэвид?». Рик отвечает ей (за кадром), после чего она выкрикивает: «НЕТ!!!». Игра заканчивается.
Хорошее окончание: В хорошей концовке Рик спасает и Дженнифер, и Дэвида. При этом меняется как мелодия, так и диалог Маски. Она выкрикивает: «Не могу видеть… Не могу слышать… Я умираю!», после чего разрушается. А нормальный, говорящий Рик возвращается к своей семье, навсегда свободный от Маски Ужаса.